# Nicolas de Pellevé
Nicolas de Pellevé (Jouy-sous-Thelle, 18 ottobre 1515 – Parigi, 28 marzo 1594) è stato un cardinale francese.

## Biografia
Nicolas de Pellevé nacque il 18 ottobre 1515 al castello di Jouy-sous-Thelle, diocesi di Parigi, da una nobile famiglia francese. Era infatti il figlio di Charles Malherbe, signore di Jouy e Ribets, e di Hélène du Fay.
Compì i propri studi all'università di Bourges, ove conseguì il dottorato in legge e sacre scritture. Divenuto pubblico professore di legge all'università di Bourges, divenne avvocato per investigazioni e quindi maître des requêtes alla corte francese. Consigliere del Parlamento di Parigi, divenne membro del consiglio privato di re Enrico II. Divenuto consigliere del dipartimento ecclesiastico, divenne priore di Cornets, diocesi di Avranches e poi abate commendatario di Saint-Remi a Reims ed abate commendatario di Saint-Paul a Verdun.
Presi gli ordini sacri, ricevette la tonsura clericale e divenne Abate Commendatario "perpetuo" dell'abbazia di Sts-Cornelius-et-Cyprien di Corbeya, nella diocesi di Soissons. Entrato a far parte della corte del cardinale Carlo di Lorena-Guisa, il quale contribuì alla sua elevazione, ottenendo per lui l'elevazione episcopale dal re Enrico II. Ottenne anche l'abbazia di Saint-Corneille di Compiègne nella diocesi di Amiens nel 1552.
Eletto vescovo di Amiens il 14 agosto 1552, venne consacrato successivamente. Inviato in Scozia con altri dottori della Sorbona per merito di Enrico II nel 1559 per cercare di convertire i presbiteri anglicani per convinzione o per forza; la Regina Elisabetta I d'Inghilterra, inviò la propria assistenza agli scozzesi per controbattere questo fenomeno imposto dall'esterno. Ritornò quindi in Francia e la questione venne risolta sotto il regno di Francesco II. Nel 1562, in cambio della diocesi di Amiens ottenne l'abbazia di Saint-Julien des Echelles, presso Tours, mantenendo ad ogni modo il titolo di vescovo di Amiens sino al 18 maggio 1564. Promosso alla sede episcopale di Sens dal 16 dicembre 1562, partecipò al Concilio di Trento dal 15 febbraio 1563 sino al termine del Concilio: qui egli si oppose alle tendenze gallicane della Chiesa francese, partecipando quindi assieme al Cardinale di Guisa all'Assemblea del Clero celebrata ad Orléans, organizzata per esaminare i decreti del Concilio di Trento.
Creato cardinale presbitero nel concistoro del 17 maggio 1570, non prese parte al conclave del 1572 che elesse Gregorio XIII, ma in quello stesso anno ricevette la porpora cardinalizia ed il titolo dei santi Giovanni e Paolo, il 4 luglio. Nominato Prefetto della Congregazione dei vescovi e regolari. Optò quindi per il titolo di Santa Prassede il 14 novembre 1584. Partecipò al conclave del 1585 che elesse Sisto V e a quello del 1590 che elesse Urbano VII. Nello stesso anno prese anche parte al conclave che elesse Gregorio XIV.
Divenne in breve tempo uno dei membri più influenti della Lega Cattolica e nel 1585 fu uno dei 25 cardinali che sottoscrissero la bolla di Sisto V che scomunicava Re Enrico di Navarra e che lo escludeva automaticamente dalla successione al trono francese; Enrico protestò fortemente sulla questione della legittimità del papa di interferire negli affari di stato francese; Nominato arcivescovo di Reims il 10 maggio 1591, mantenne ad ogni modo la reggenza sulla precedente diocesi e prese possesso ufficiale della nuova sede solo il 4 ottobre 1592. Partecipò al conclave del 1591 che elesse papa Innocenzo IX e nuovamente a quello del 1592 che elesse Clemente VIII. Nominato abate commendatario di Notre-Dame du Thoronet presso Fréjus, nel 1593, divenne successivamente Capo del Consiglio della Lega Cattolica e Presidente del Clero negli stati generali della lega convocati in quell'anno a Parigi. Qui il cardinale de Pellevé si ammalò, proprio quando il 22 marzo 1594 re Enrico IV faceva il proprio ingresso in città e gli garantiva la propria protezione e tutte le cure necessarie.
Nonostante queste attenzioni, il cardinale morì lunedì 28 marzo 1594 alle 7.00 circa, a Parigi. La sua salma venne sepolta nella chiesa dei Celestini di Parigi sino all'ottobre del 1598, quando i suoi resti vennero traslati a Reims e sepolti di fianco all'altare di Santa Maria Maddalena, ai piedi della tomba del cardinale Carlo di Lorena-Guisa.

## Successione apostolica
La successione apostolica è:
- Vescovo Arnauld de Pontac (1572)
- Vescovo Peter Power (1582)
- Vescovo Thomas Strong (1582)
- Vescovo Conor O'Devany, O.F.M. (1582)
- Arcivescovo Paul de Foix de Carmaing (1582)
- Vescovo Adam Magauran (1585)
- Vescovo William Chisholm (1585)
- Arcivescovo Miler O'Higgins (1586)
- Vescovo Owen Lewis (1588)